# ليبور تشارفريتاج
ليبور تشارفريتاج (بالسلوفاكية: Libor Charfreitag)‏ هو رامي مطرقة سلوفاكي. أفضل رقم شخصي له هو 81.81 م. شارك في دورة الألعاب الأولمبية. سبق أن فاز بالميدالية الذهبية في بطولة أوروبا لألعاب القوى.

## سجل المنافسة
| العام         | المسابقة                                  | المكان            | المركز        | ملاحظة        |
| يمثل سلوفاكيا | يمثل سلوفاكيا                             | يمثل سلوفاكيا     | يمثل سلوفاكيا | يمثل سلوفاكيا |
| ------------- | ----------------------------------------- | ----------------- | ------------- | ------------- |
| 1996          | بطولة العالم للناشئين لألعاب القوى 1996   | سيدني             | 13            | 61.52 م       |
| 1999          | الألعاب الجامعية الصيفية 1999             | ميورقة، إسبانيا   | 8             | 75.18 م       |
| 1999          | بطولة أوروبا لألعاب القوى تحت 23 سنة 1999 | غوتنبرغ           | 5             | 72.82 م       |
| 1999          | بطولة العالم لألعاب القوى 1999            | إشبيلية           | 32            | 70.20 م       |
| 2000          | الألعاب الأولمبية الصيفية 2000            | سيدني             | 30            | 72.52 م       |
| 2001          | بطولة العالم لألعاب القوى 2001            | إدمونتون          | 18            | 75.29 م       |
| 2001          | الألعاب الجامعية الصيفية 2001             | بكين، الصين       | 10            | 69.49 م       |
| 2002          | بطولة أوروبا لألعاب القوى 2002            | ميونخ             | 7             | 79.20 م       |
| 2003          | بطولة العالم لألعاب القوى 2003            | باريس             | 13            | 76.52 م       |
| 2003          | نهائي ألعاب القوى العالمي 2003            | المجر             | 2             | 81.22 م       |
| 2004          | الألعاب الأولمبية الصيفية 2004            | أثينا، اليونان    | 6             | 77.54 م       |
| 2004          | نهائي ألعاب القوى العالمي 2004            | المجر             | 5             | 76.99 م       |
| 2005          | بطولة العالم لألعاب القوى 2005            | هلسنكي            | 7             | 76.05 م       |
| 2005          | نهائي ألعاب القوى العالمي 2005            | المجر             | 6             | 76.59 م       |
| 2006          | بطولة أوروبا لألعاب القوى 2006            | غوتنبرغ           | 14            | 74.13 م       |
| 2007          | بطولة العالم لألعاب القوى 2007            | أوساكا، اليابان   | 3             | 81.60 م       |
| 2007          | نهائي ألعاب القوى العالمي 2007            | شتوتغارت، ألمانيا | 7             | 75.89 م       |
| 2008          | الألعاب الأولمبية الصيفية 2008            | بكين، الصين       | 6             | 78.65 م       |
| 2009          | بطولة العالم لألعاب القوى 2009            | برلين             | 10            | 72.63 م       |
| 2010          | بطولة أوروبا لألعاب القوى 2010            | برشلونة، إسبانيا  | 1             | 80.02 م       |
| 2011          | بطولة العالم لألعاب القوى 2011            | دايغو             | 22            | 72.20 م       |
| 2012          | بطولة أوروبا لألعاب القوى 2012            | هلسنكي            | 26            | 69.65 م       |

## روابط خارجية
- ليبور تشارفريتاج على موقع الاتحاد الدولي لألعاب القوى (الإنجليزية)
- ليبور تشارفريتاج على موقع اللجنة الأولمبية الدولية (الإنجليزية)
- ليبور تشارفريتاج على موقع أوليمبيديا (الإنجليزية)
- ليبور تشارفريتاج على موقع اللجنة الأولمبية السلوفاكية (السلوفاكية)